# Leopold Paasch
Leopold Paasch (né le 30 mai 1912 à Berlin, mort le 28 février 1988 à Altomünster) est un compositeur allemand.

## Biographie
Leopold Paasch, dit « Poldi », est l'enfant unique de l'éditeur d'art Leopold Carl Paul Paasch et de sa femme Martha Dorothea Viktoria Schulte. À l'âge de cinq ans, il joue du piano à l'oreille. Les parents et les grands-parents sont très musicaux. La grand-mère a un conservatoire à Berlin-Hansaviertel. Pendant les années scolaires, il suit plusieurs cours de piano, mais n'aime pas les notes prescrites.
À l'âge de 16 ans, il a ses premières idées musicales et poursuit son apprentissage autodidacte. Plus tard, il prend des leçons d'harmonie et de composition avec un arrangeur. Léopold Paasch suit un apprentissage commercial à la demande de ses parents de 1931 à 1934.
En 1934, sa première œuvre Mit meiner Geige est imprimé. Jusqu'en 1940, il travaille comme employé commercial et publie en même temps de nombreuses compositions comme Du stehst nicht im Adressbuch en 1939 avec des paroles d'Erik Schäfer-Wallnau.
Depuis début 1940 jusqu'à sa conscription à l'armée en automne, il travaille en indépendant pour la maison d'édition Beboton. Pendant la Seconde Guerre mondiale, Léopold Paasch est membre du département des arts de la compagnie Propaganda à Potsdam, Poznań et Simferopol. Il est chanteur, pianiste et compositeur pour divertir les troupes.
En 1943 et 1944, il dirige la revue criméenne Luxusyacht Marina au théâtre de Simferopol, il compose la musique et accompagne les représentations au piano.
Après la guerre, Léopold Paasch travaille pour les forces américaines à Rosenheim jusqu'en 1947, avant de revenir à Berlin avec sa femme et ses deux enfants. Là, il se consacre de plus en plus à la composition, mais doit subvenir aux besoins de sa famille en jouant en tant que pianiste principalement ses œuvres dans de nombreux lieux différents. En 1952, son deuxième grand succès est Alte Lieder, traute Weisen (chanté par Peter Alexander et Lale Andersen). En 1974, il s'installe à Altomünster en Bavière, où il décède le 28 février 1988.

## Œuvre
Léopold Paasch crée plus de 300 compositions et de nombreuses paroles. Voici quelques titres :
- Bolero Festivo (boléro)
- Das Paradies der Kindheit (chanson)
- Ein Sonntag in Wien (valse)
- Episode eines Lebens (esquisse rhapsodique)
- Fascinating Lights (fantaisie orchestrale)
- Spitzentänzerin (intermezzo)
- Ich möcht’ so gern mal richtig Boogie-Woogie tanzen (boogie)
- Ich stell’ den Rundfunk ganz leise ein (schlager)
- Gruß aus Altomünster (marche)
- Night Post (rêverie).

## Source de la traduction
- (de) Cet article est partiellement ou en totalité issu de l’article de Wikipédia en allemand intitulé « Leopold Paasch » (voir la liste des auteurs).